# Окулярник темноокий
Окулярник темноокий (Zosterops tetiparius) — вид горобцеподібних птахів родини окулярникових (Zosteropidae). Ендемік Соломонових Островів.

## Підвиди
Виділяють два підвиди:
- Z. t. paradoxus Mees, 1955 — острів Рендова[en];
- Z. t. tetiparius Murphy, 1929	 — острів Тетепаре[en].

## Поширення і екологія
Два підвиди темноокого окулярника мешкають в тропічних лісах на двох сусідніх островах, Рендова і Тетепаре. Відстань між цими островами становить лише 3,4 км, однак рендованські окулярники жодного разу не були помічені поза своїм рідним островом.